# Jacków (województwo lubelskie)
Jacków – kolonia w Polsce położona w województwie lubelskim, w powiecie świdnickim, w gminie Mełgiew.
W latach 1975–1998 miejscowość administracyjnie należała do ówczesnego województwa lubelskiego.
Kolonia jest sołectwem w gminie Mełgiew. Według Narodowego Spisu Powszechnego z roku 2011 kolonia liczyła 633 mieszkańców.
Wierni Kościoła rzymskokatolickiego należą do parafii św. Wita w Mełgwi.

## Historia
Według spisu powszechnego z roku 1921 Jacków stanowił folwark w gminie Mełgiew posiadał 4 domy i 141 mieszkańców.